# ده (فیلم ۲۰۱۴)
«ده» (انگلیسی: TEN (2014 film)) یک فیلم است که در سال ۲۰۱۴ منتشر شد.